# Strzemieszyce Wielkie
Strzemieszyce Wielkie – dzielnica Dąbrowy Górniczej, położona pomiędzy Redenem i Strzemieszycami Małymi, przy drodze krajowej nr 94. Oddalona o 7,5 km od centrum.
Przez Strzemieszyce przepływają rzeki Rakówka oraz Jamki, które z kolei wpływają do Bobrka.
Były wsią biskupstwa krakowskiego w powiecie proszowickim w województwie krakowskim w końcu XVI wieku.

## Pochodzenie nazwy
Etymologia ludowa utrzymuje, że Strzemieszyce otrzymały swoją nazwę od zdarzenia związanego z przejazdem przez wieś króla Jana III Sobieskiego. Król ten, ciągnąc pod Wiedeń, zerwać miał tutaj złote strzemię, które zszyte zostało przez miejscowego rzemieślnika. Legendzie takiej przeczy jednak fakt, że nazwa „Strzemieszyce Wielkie” (Strmyeschycze major) zaświadczona jest już w XV w. W rzeczywistości nazwa „Strzemieszyce” należy do grupy nazw patronimicznych. Nazwy takie w okresie wczesnośredniowiecznym wskazywały na potomków lub poddanych człowieka, którego imię dało początek nazwie. Nazwa Strzemieszyce pochodzi tym samym od nazwy osobowej Strzemiesz i oznacza najprawdopodobniej potomków człowieka o takim imieniu, którzy zasiedlili obszar ówczesnej wsi. Z grupy ludzi przeniesiona została z czasem na miejsce, które zamieszkiwali. Błędne rozumienie nazwy Strzemieszyce utrwaliło się jednak tak dalece, że znalazło swój wyraz nawet w opracowanym w 1967 r. przez urodzonego w Strzemieszycach a później mieszkającego w Krakowie, inżyniera Józefa Ścisłę herbie miasta Strzemieszyce Wielkie. Niezależnie od tego, użycie strzemienia jako symbolu Strzemieszyc jest w pełni uzasadnione. Przydomek Strzemiesz wywodzić bowiem należy właśnie od tego słowa. Nazwa nawiązuje zatem pośrednio do istnienia w dawnych Strzemieszycach Wielkich rzemieślniczego ośrodka produkcji strzemion. Złoty kolor strzemienia w herbie wskazuje jedynie na piękną legendę, która nie ma jednak wiele wspólnego z rzeczywistością. Najprawdopodobniej w XIV w., w związku z ukształtowaniem się sąsiedniego przysiółka Strzemieszyce Małe, do nazwy Strzemieszyc zaczęto dodawać przymiotnik „Wielkie”.

## Historia

### Czasy prehistoryczne
W Strzemieszycach Wielkich odkryto ślady osadnictwa z okresu kultury łużyckiej. Natrafiono na szczątki cmentarza z późnej epoki brązu względnie wczesnej epoki żelaza (ok. 700 r. p.n.e.). Według miejscowej legendy na terenie obecnych Strzemieszyc zatrzymał się w 965 r. podróżnik, kronikarz i handlarz niewolników Ibrahim ibn Jakub – i tam też kupił swoją ulubioną niewolnicę Dziewoję. Obóz Ibrahima miał się znajdować przy źródłach Wywierzyska.

### XI-XVIII w.
Ciągłość osadnicza na terenie Strzemieszyc Wielkich istnieje co najmniej od XI w. Potwierdzają to prace archeologiczne z 1932, kiedy w odległości ok. 3–4 km od Łośnia (na terenie zajętym później przez Hutę Katowice) odkryto cmentarzysko z okresu średniowiecza, datowane obecnie na okres od XI do drugiej połowy XII w. Należy ono do najbogatszych cmentarzysk z początków państwa polskiego (103 groby). Natomiast prace archeologiczne przeprowadzone w 1997 r. na posesji przy ul. Strzemieszyckiej 407 doprowadziły do odkrycia szczątków trzech średniowiecznych chat datowanych na XI-XII w. Istnienie osady związane jest najprawdopodobniej z istnieniem mikroregionu osadniczego, obejmującego również sąsiedni Łosień i związanego z wydobyciem oraz wytopem rud ołowiu i srebra. Odkryte szczątki pieca do wytopu kruszców oraz wyposażenie odkrytych w 1932 r. grobów potwierdzają tezę, że ówcześni mieszkańcy tych terenów zajmowali się górnictwem i hutnictwem. Pierwsze wiadomości pisane o wsi Strzemieszyce pochodzą z początku XIV w. Wieś była wtedy własnością biskupów krakowskich i wchodziła do końca XVIII w. w skład klucza sławkowskiego. Istniał też tutaj prawdopodobnie dwór biskupi, w którym w 1363 r. bawił cesarz Karol IV jadąc z Pragi do Krakowa na swój ślub z wnuczką Kazimierza Wielkiego Elżbietą. Wieś płaciła biskupom dziesięcinę. Życie gospodarcze sprzężone było z pobliskim Sławkowem. W XVI w. Strzemieszyce Wielkie były terenem eksploatacji kruszców. Zachowały się z tego czasu informacje o bogatej w złoża kopalni w Warpiu (okolice dzisiejszej kolonii Przełajka), którą w 1552 r. otworzył niejaki Stanisław Grabowski. Mniej więcej w tym samym czasie działała kopalnia „Jakuby”, będąca własnością Jana Porębskiego i zakupiona w 1568 r. przez Marcina Górnika. Leżała ona między Wojciechowicami a Strzemieszycami Wielkimi. Funkcjonowały też w Strzemieszycach Wielkich karczmy i młyny. W 1490 r. odnotowano istnienie w Strzemieszycach Wielkich na rzece Bobrek dwóch młynów: „Szałas” i „Warmus”. W 1522 r. mieszczanin sławkowski Marcin Porębski uzyskał odnowienie przywileju na prowadzenie karczmy w Strzemieszycach Wielkich. Od średniowiecza były Strzemieszyce Wielkie również ośrodkiem rzemiosła, podległego od XVI w. sławkowskim organizacjom cechowym. Wiadomo, że w XVIII w. działał tu pochodzący z Żywca mistrz Mikołaj Strzałkiewicz, u którego praktykowali urodzony w Strzemieszycach Filip Lewkowicz oraz sławkowianin Wawrzyniec Trzewiczek. W 1794 r. księgi cechowe odnotowują działalność mistrza rzemiosła tkackiego Filipa Kłoska. Ze schyłkowego okresu zwierzchności biskupiej pochodzą też wiadomości o zaangażowaniu chłopów strzemieszyckich po stronie urzędników biskupich w utarczkach z mieszczanami sławkowskimi.

### XIX-XX w.
Wraz z innymi miejscowościami klucza Strzemieszyce Wielkie przeszły w 1790 r. na własność skarbu państwa. W wyniku III rozbioru Polski weszły w skład Nowego Śląska, w którym pozostawały do 1807 r. W okresie tym, w 1806 r., założona została pierwsza szkoła elementarna, gromadząca dzieci ze Strzemieszyc Wielkich i Małych oraz z osady Niemce. W 1809 r. Strzemieszyce weszły w skład gminy olkusko-siewierskiej. Pomimo gwałtownego rozwoju przemysłowego sąsiedniej Dąbrowy Górniczej i Ostrów Górniczych, Strzemieszyce Wielkie jeszcze w drugiej połowie XIX w. pozostawały miejscowością przeważnie rolniczą. Mimo zapoczątkowanych jeszcze w okresie pruskim (1795-1807) poszukiwań, nie zlokalizowano w Strzemieszycach Wielkich złóż kruszców. Początkowo nie odkryto również złóż węgla kamiennego. Rozwój gospodarczy wsi wiąże się z rozbudową szlaków komunikacyjnych. W latach 30. XIX w. powstał bity trakt łączący Będzin z Olkuszem, przebiegający przez Strzemieszyce Wielkie. Transportowano nim galman z kopalń w Olkuszu, Sławkowie i Strzemieszycach Małych do hut w Dąbrowie Górniczej i Będzinie. W stronę przeciwną, do Olkusza, wożono węgiel z kopalń zagłębiowskich.

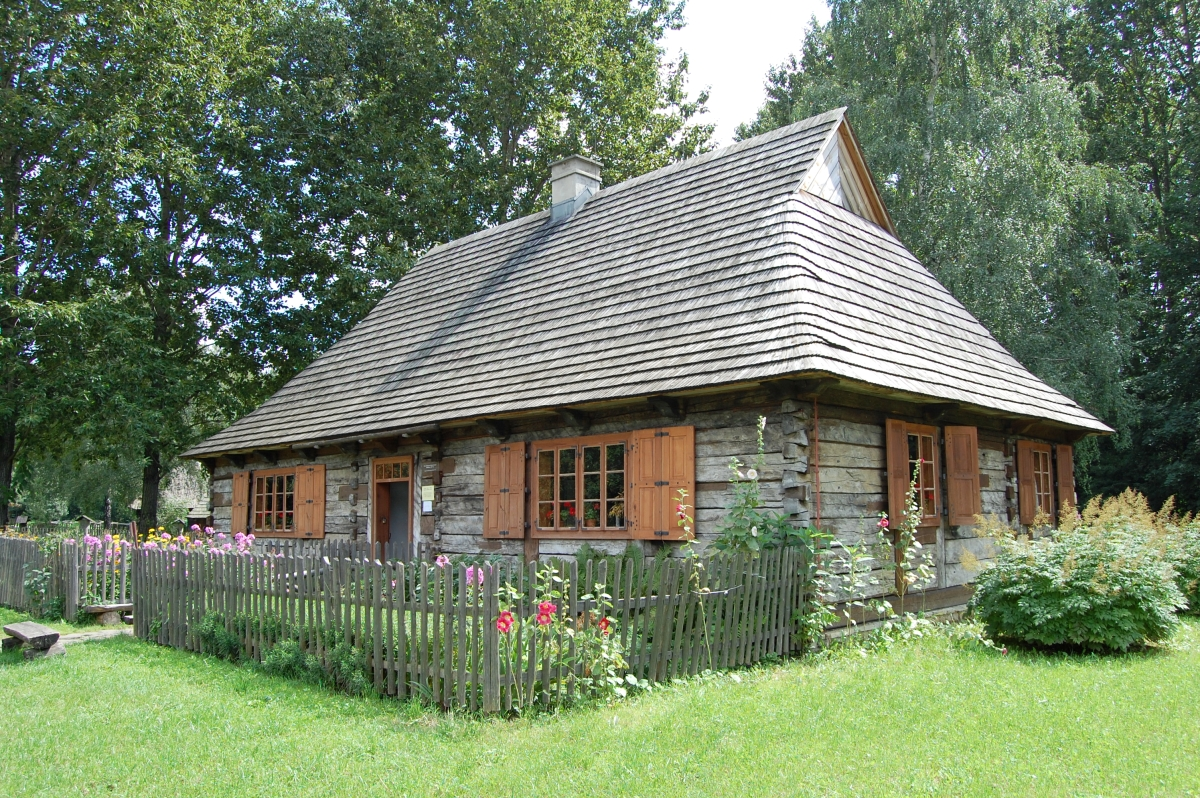
Chałupa wójta ze Strzemieszyc Wielkich (1877, obecnie w Górnośląskim Parku Etnograficznym)

W 1848 r. przeszedł tędy odcinek Kolei Warszawsko-Wiedeńskiej prowadzący do Maczek. Otwarto wtedy stację Strzemieszyce Południowe (obecnie Dąbrowa Górnicza Południowa). W styczniu 1885 r. Strzemieszyce połączone zostały koleją Iwanogrodzko-Dąbrowską z Kielcami. Połączenia kolejowe, w szczególności Kolej Iwangorodzko-Dąbrowska, odegrały rolę miastotwórczą.

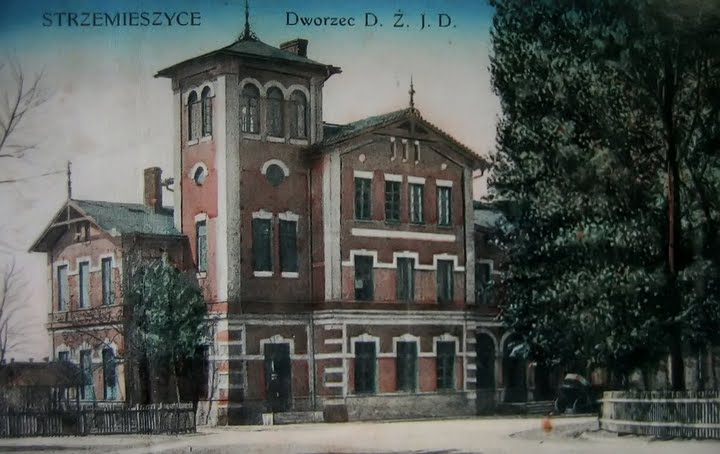
Dworzec Kolei Iwangorodzko-Dąbrowskiej w Strzemieszycach Wielkich, 1917 r.

Od lat 70. XIX w. rozpoczęto poszukiwania węgla kamiennego, którego złoża nie okazały się jednak obfite. Zaczęły powstawać małe kopalnie. W 1880 r. powstała kopalnia „Jakub” w Grabocinie, funkcjonująca do 1884 r. jako kopalnia odkrywkowa. Wznowiono w niej eksploatację w latach 1908–1910 pod nazwą „Jakub II”. Wkrótce potem połączona została z kopalnią „Kazimierz”. Kopalnia „Podreden” rozpoczęła eksploatację w 1912 r. Istniała na dzierżawionych od 1910 r. polach górniczych na terenie obecnej Mikrohuty. Kopalnia „Lilit” założona została w 1913 r. na granicy Strzemieszyc Wielkich i Ostrów Górniczych. Funkcjonowała ponadto kopalnia „Siurpryz”, będąca zakładem działającym w ramach Towarzystwa Górniczo-Przemysłowego Będzin-Olkusz. Po pierwszej wojnie światowej zaprzestano w niej eksploatacji węgla.

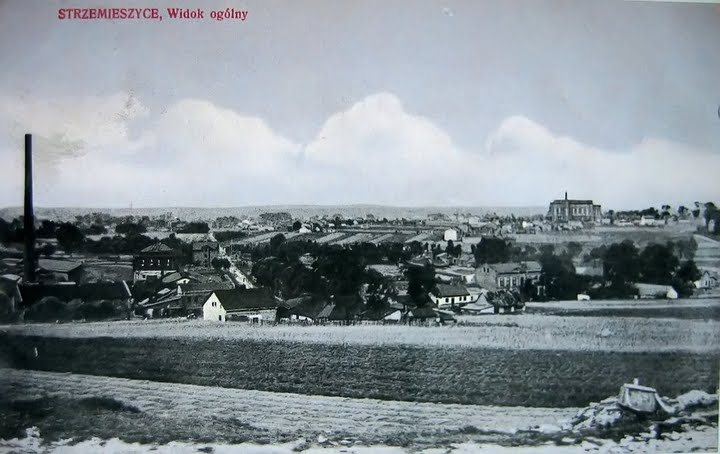
Widok ogólny Strzemieszyc Wielkich na początku XX w

W 1883 r. rozpoczęto budowę Fabryki Cerezyny (późniejszy „Strem”). W 1904 r. zakład ten zatrudniał 120, a w 1914 r. już 206 osób. W 1899 r. powstało Towarzystwo Akcyjne Fabryka Superfosfatów i Przetworów Chemicznych „Strzemieszyce”. W 1904 r. zatrudniało ono 90 pracowników, dziesięć lat później, w 1914 r., 149. Wraz z rozwojem przemysłu rozpoczynają się osiedlać Żydzi. W przeciwieństwie do innych miejscowości Zagłębia Dąbrowskiego (Będzin, Modrzejów), w należących do biskupstwa krakowskiego Strzemieszycach nie wolno się było im osiedlać do końca epoki przedrozbiorowej (przywilej de non tolerandis Judaeis). Żydzi zaczęli się osiedlać w miejscowości dopiero w drugiej połowie XIX w. W 1885 r. na 2962 mieszkańców było już 125 Żydów (4,2%). Odsetek ten wzrósł w okresie międzywojennym do ok. 20%. W 1928 r. powstała tu samodzielna gmina wyznaniowa, dysponująca synagogą, mykwą i chederem. Zmarłych chowano na cmentarzu w Sławkowie. 10 lutego 1911 r. erygowana została przez biskupa kieleckiego Augustyna Łosińskiego, poprzez wydzielenie z parafii Gołonóg, parafia w Strzemieszycach Wielkich, obejmująca również Strzemieszyce Małe, Grabocin, Kazimierz, Ostrowy, Feliks i Niemce.
Z 11 tys. mieszkańców Strzemieszyce Wielkie były najbardziej ludną wsią II Rzeczypospolitej.

### Okupacja niemiecka

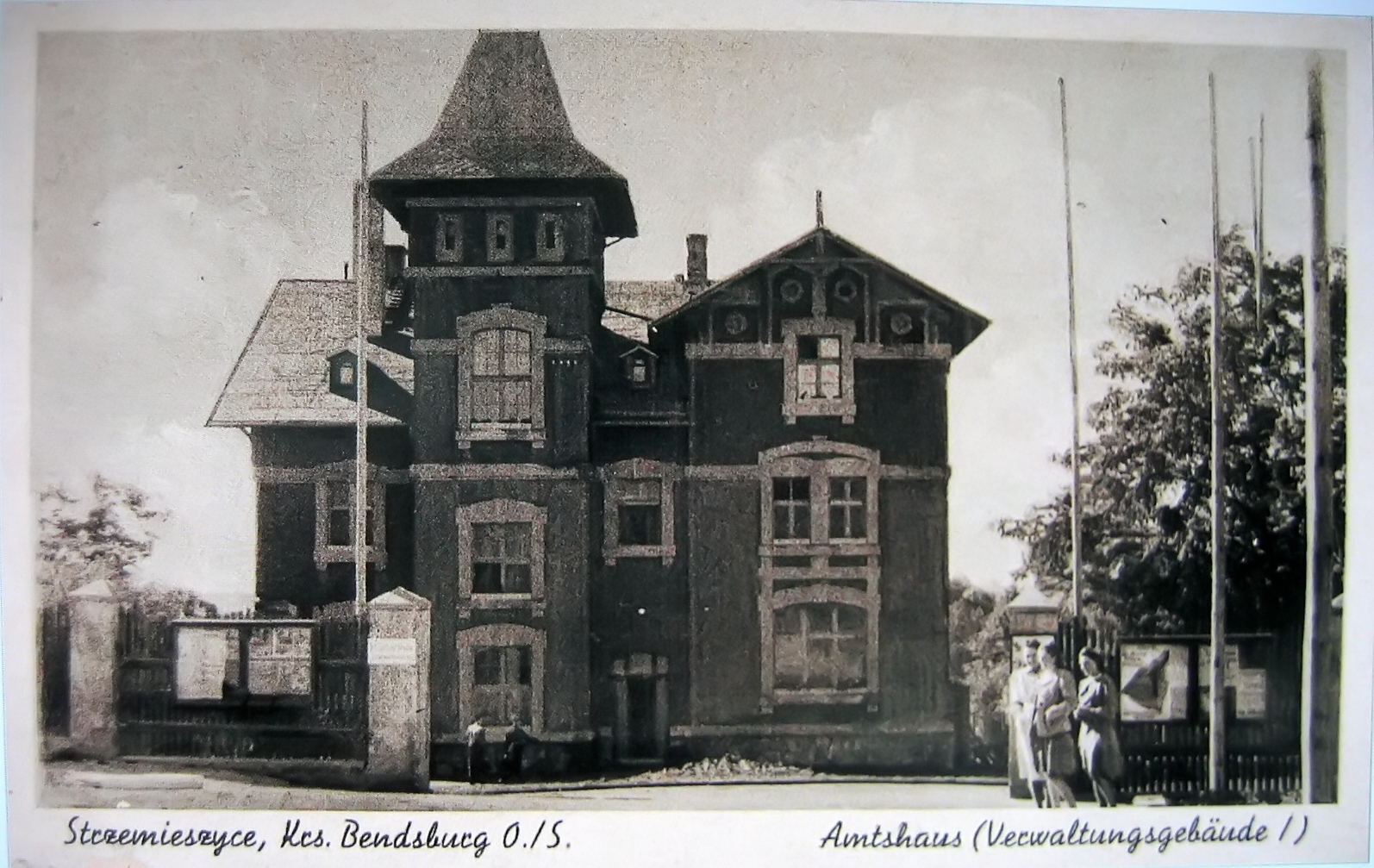
Siedziba Urzędu Gminy około 1942 r.

W czasie II wojny światowej pod okupacją niemiecką jako Groß Strzemieszyce. Planowanej nazwy niemieckiej Strehmen nigdy oficjalnie nie wprowadzono. Siedziba okręgu urzędowego Strzemieszyce (Amtsbezirk Strzemieszyce), w skład którego oprócz Strzemieszyc Wielkich wchodziły: Strzemieszyce Małe, Strzemieszyce Folwark, Maczki, Niemce, Ostrowy i Porąbka (razem 7 gmin).

### Okres powojenny
1 stycznia 1950 r. przestała istnieć gmina Olkusko-Siewierska, której trzon stanowiły Strzemieszyce Wielkie. Po odłączeniu od gminy Olkusko-Siewierskiej Gołonoga, Ząbkowic, Kazimierza, Ostrów Górniczych i Porąbki utworzono na jej miejsce gminę wiejską o charakterze miejskim Strzemieszyce Wielkie. W 1952 r. nastąpiła korekta granic z Kazimierzem Górniczym. W 1954 r. Strzemieszyce Wielkie uzyskały status miasta. Z dniem 30 czerwca 1963 r. przyłączono do Strzemieszyc Wielkich kolonię Jamki i tereny leśne o łącznej powierzchni 339,30 ha, wyłączone z Dąbrowy Górniczej. 1 stycznia 1973 r. włączono w skład Strzemieszyc Wielkich obszar sołectwa Strzemieszyce Małe.
W 1975 r. przyłączono miejscowość do Dąbrowy Górniczej.

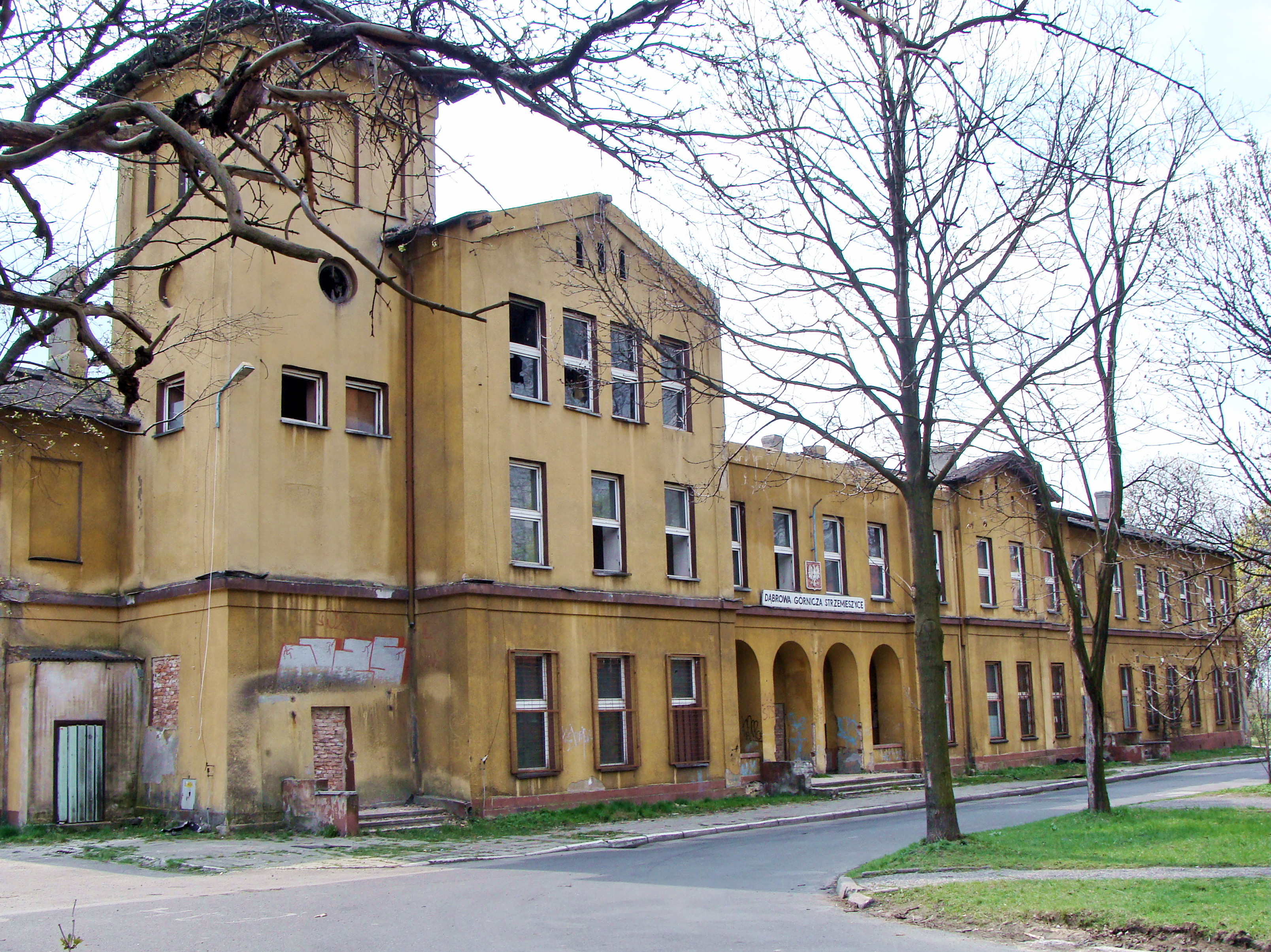
Dworzec kolei Iwanogrodzko-Dąbrowskiej w Strzemieszycach Wielkich (stacja Dąbrowa Górnicza Strzemieszyce). Obiekt został wyburzony pomimo sprzeciwu mieszkańców

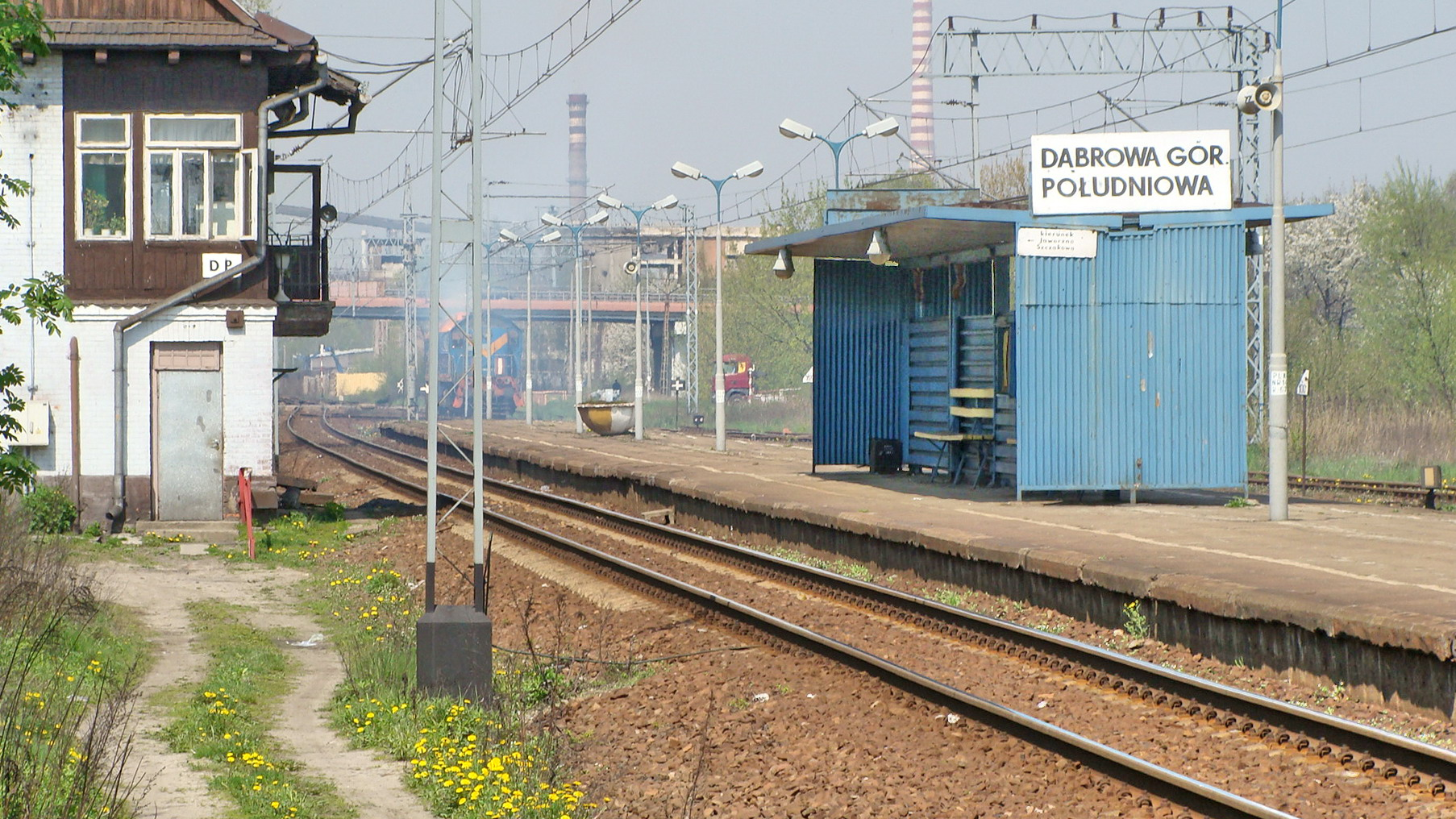
Stacja Dąbrowa Górnicza Południowa w Strzemieszycach

## Gospodarka
W Strzemieszycach Wielkich posiada swój zakład produkcyjny firma Saint-Gobain.

## Zabytki i pomniki
- Bazylika Najświętszego Serca Pana Jezusa – kościół w stylu neogotyckim z początku XX w., według projektu Józefa Stefana Pomian-Pomianowskiego (nr rej. A/538/2019[17]).
- Tablica pamiątkowa oddziału „Ordona” przy ul. Strzemieszyckiej upamiętnia mord członków grupy partyzanckiej Armii Krajowej dowodzonej przez Henryka Miltona, ps. „Odron”, którzy zginęli z rąk hitlerowców w 1943 r. Tragiczny mord był pierwotnie upamiętniony w 1945 r. w pobliżu posesji członka oddziału, Ryszarda Wojtusika. W 1981 r. z inicjatywy Prezesa ZBoWiD Kazimierza Byjos i Ryszarda Wojtusik odsłonięto krzyż i tablicę pamiątkową przy ulicy Strzemieszyckiej. Fundatorem tablicy był Urząd Miasta Dąbrowy Górniczej i Prezydent Jerzy Talkowski.
- Dolinka katyńska – powstała w 1991 r. z inicjatywy społeczeństwa Strzemieszyc oraz koła ZBOWiD, przy aprobacie miejscowych władz kościelnych. Znajduje się przy tutejszym cmentarzu parafialnym i poświęcona jest zamordowanym w Katyniu mieszkańcom Strzemieszyc, ks. Jerzemu Popiełuszce i o. Maksymilianowi Kolbemu.
- 11 Powieszonych – pomnik tragicznie zamordowanych jedenastu Polaków 26 listopada 1943 r. w czasie okupacji hitlerowskiej. Znajduje się na łąkach pomiędzy ulicami Ofiar Katynia, Majewskiego, Stacyjną i Akacjową.
- Wapiennik Bordowicza – założony w 1931 r. przez Wł. Bordowicza.

## Szkoły
W Strzemieszycach Wielkich znajdują się następujące szkoły :
- Szkoła Podstawowa nr 17 im. Adama Mickiewicza przy ul. Ofiar Katynia 76
- Szkoła Podstawowa nr 2 im. Marszałka Józefa Piłsudskiego przy ul. Sportowej 16
- Szkoła Podstawowa nr 5 im. Henryka Sienkiewicza przy ul. Strzemieszyckiej 390

Każda ze szkół wyżej wymienionych istnieje od ponad pół wieku i nadal niestrudzenie edukuje Strzemieszyczan. Atrakcją jaką posiada Szkoła Podstawowa nr 5 jest basen, który jest dostępny nie tylko dla uczniów, ale również dla mieszkańców miasta.

## Przyroda

### Pomnik Przyrody Wywierzyska

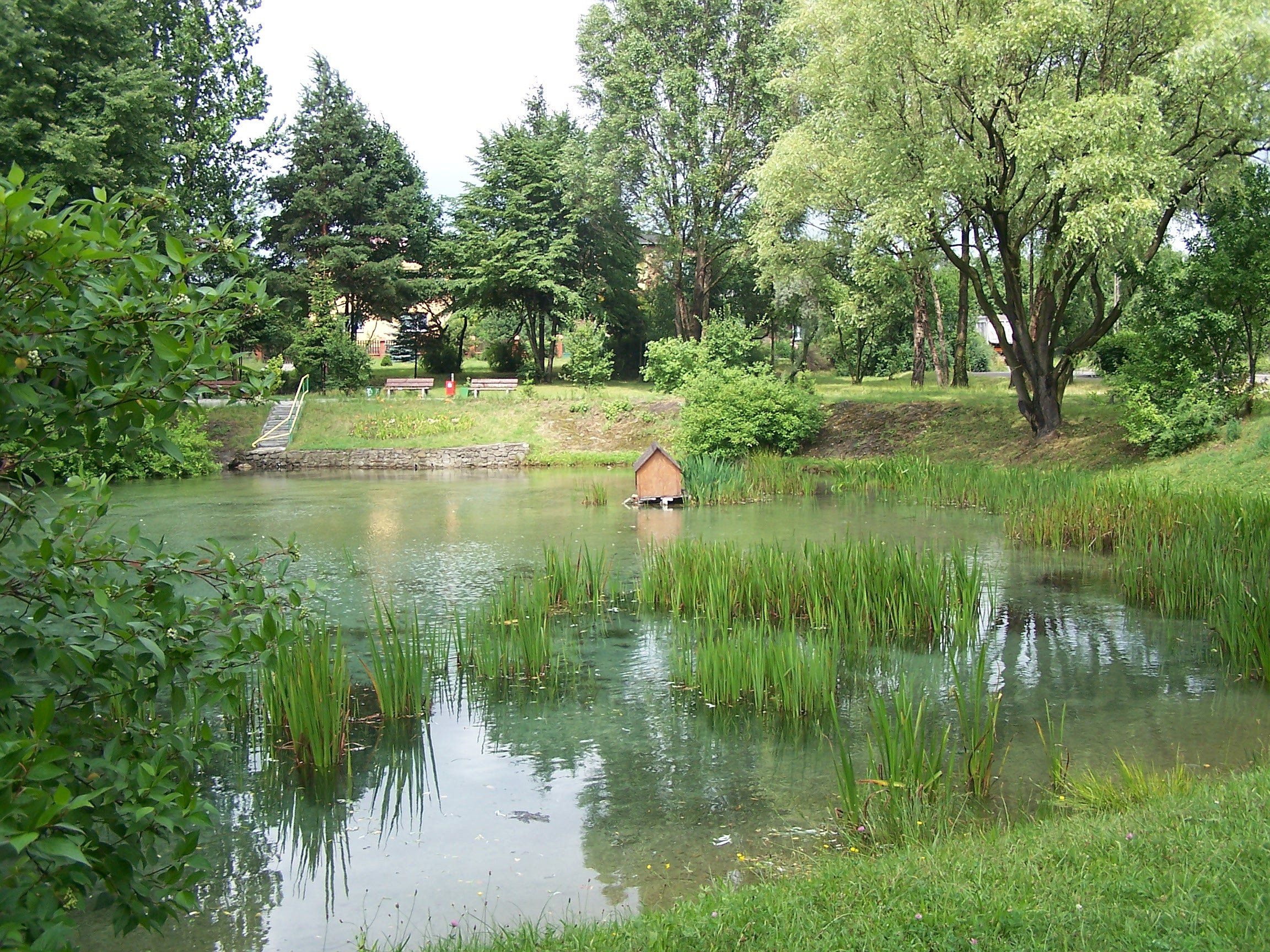
Staw w Wywierzysku w Strzemieszycach Wielkich

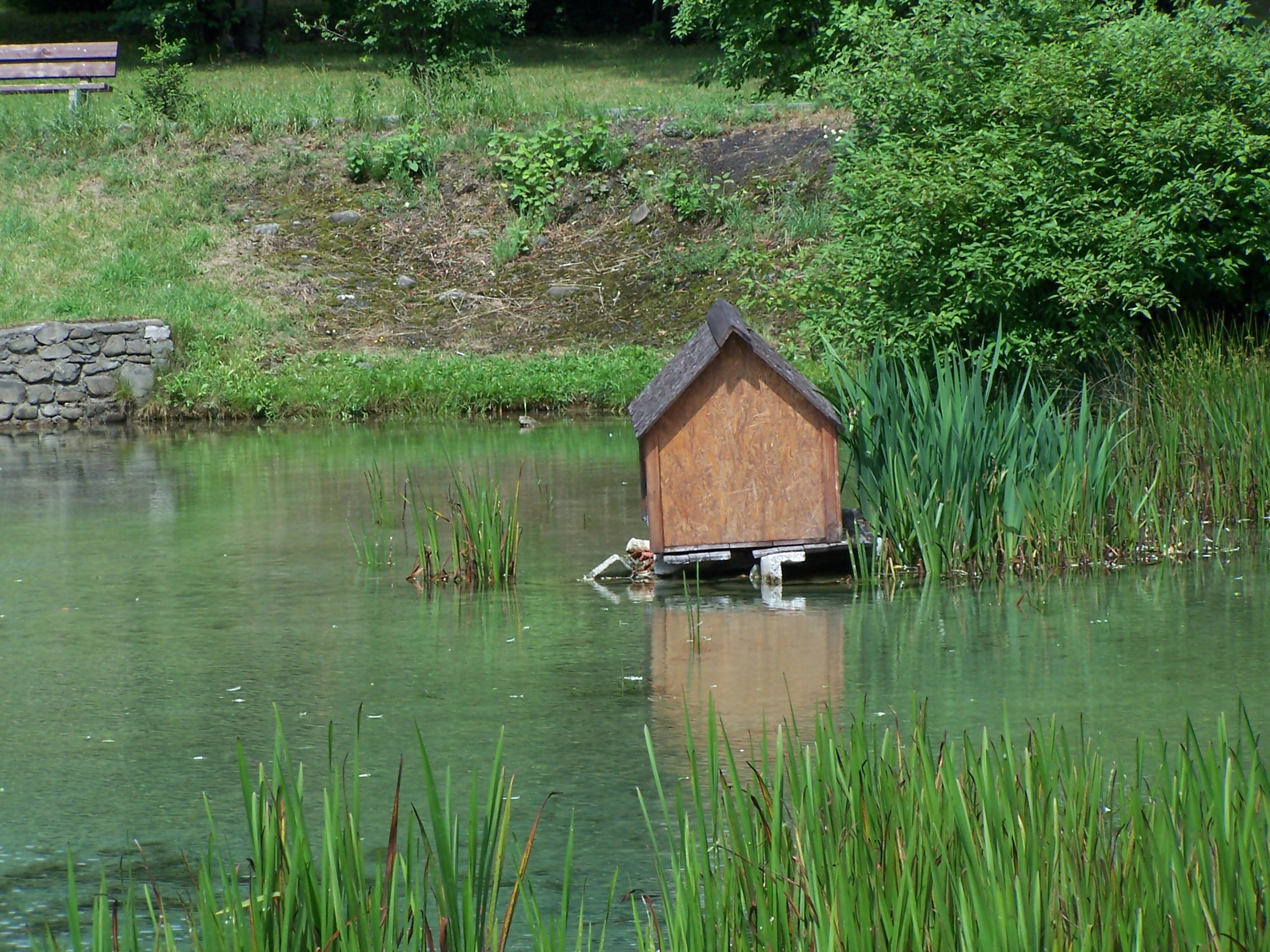
Staw w Wywierzysku w Strzemieszycach Wielkich

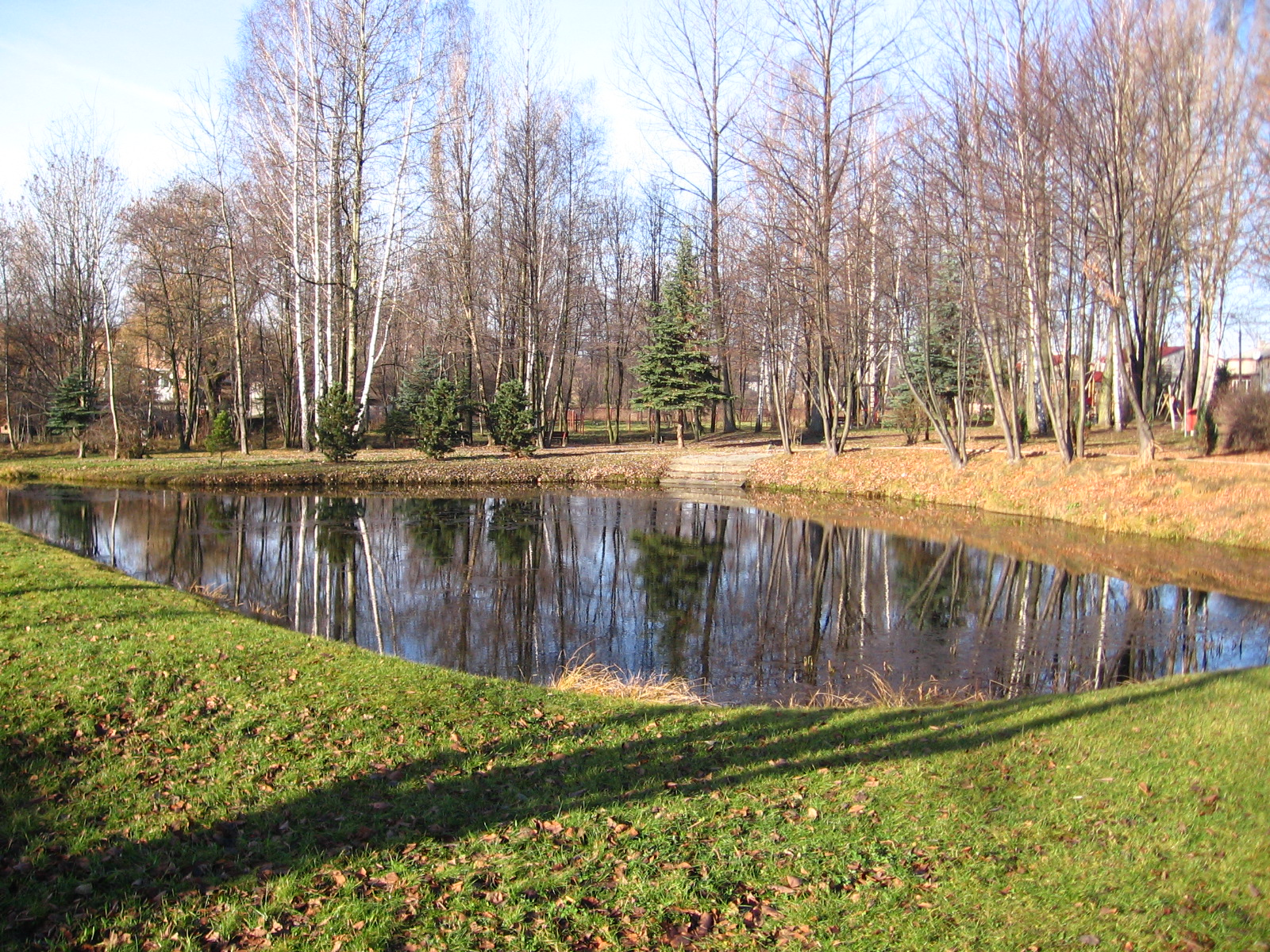
Staw w Wywierzysku w Strzemieszycach Wielkich

Pomnik Przyrody Wywierzyska w Strzemieszycach Wielkich utworzony został uchwałą Rady Miejskiej w maju 1996 r. Jest to obszar o powierzchni 1,3 ha. Źródła niosą wodę wapniowo-magnezową. Podobnie jak w innych źródełkach strzemieszyckich woda nie jest jednak zdatna do picia z uwagi na obecność w niej bakterii koli. Wydajność źródeł to 50 litrów/sekundę. Źródła położone są na wysokości 290 m n.p.m. Obszar ich zasilania nie jest ustalony.
Najważniejsze elementy fauny to:
- wypławek kątogłowy
- źródlarka karpacka
- kiełż zdrojowy
- pstrąg potokowy

Najważniejsze elementy flory:
- Cratoeuron commutatum rzadki już mech, związany z zimnymi wodami węglanowymi
- Wywłócznik kłosowy

Na terenie Wywierzysk funkcjonwała w XIX w. płuczka galmanu „Strzemeska” (zakład wzbogacania rud), której zabudowania według dokumentów archiwalnych zlokalizowane były „przy trakcie bitym z Dąbrowy do Olkusza. Oddalone od kopalni Anna o 2 wiorsty, od Sławkowa wiorst 4. (...) Założona została przy źródłach wód sączących się ze stopy góry Kawiej, które w tem miejscu tworzą stawiki”. Początkowo przemywano w niej galman z kopalń „Anna”, „Leonidas”, „Józef”, „Jerzy” i „Ulisses”, a po wybudowaniu innych tego typu zakładów płuczka ta obsługiwała tylko kopalnie „Anna” i „Leonidas”. Z inwentarza spłuczki, sporządzonego w 1835 r. dowiadujemy się, że składała się ona z murowanego domu sztygara oraz drewnianego budynku samej płuczki, w którym znajdowały się „skrzynie dubeltowe do płukania galmanu, do tego półskrzynki do nasypywania galmanu, rynny z tarcic przez które woda z pobliskiego stawku płynie, rury drewniane, upust o dwóch stawidłach, rynsztok brukowany z trzech stron mieszkania. Oprócz skrzyń, w których płukano duże kawałki rudy zakład ten posiadał też tzw. „przeciery”, w których płukano miał galmanowy używając sit drucianych. Płuczkę „Strzemeską” zamknięto w 1893 r. Później teren ten znacznie przekształcono w związku z regulacją stawów i budową alejek parkowych, dlatego po dawnym zakładzie wzbogacania galmanu nie pozostały już żadne ślady.

## Ludzie urodzeni w Strzemieszycach Wielkich
- Bronisław Darski (1905-1964) – polski aktor teatralny i filmowy.
- Henryk Levittoux – lekarz, brat Karola – opozycjonisty polskiego.
- Tadeusz Makarczyński (1918-1987) – polski scenarzysta i reżyser filmów dokumentalnych.
- Helena Płotnicka – członkini ruchu oporu podczas II wojny światowej.
- Bolesław Szlązak – prawnik, poseł, wiceprezes NIK, członek Trybunału Stanu.
- Andrzej Ziębik – profesor, wykładowca Politechniki Śląskiej.
- Janusz Gajos – aktor.
- Mariusz, Kalaga - artysta, muzyk, wykonawca muzyki biesiadnej, pop, country. Autor programów muzycznych oraz kulinarnych. Był radnym miasta Dąbrowa Górnicza.
- Stanisław Marian Próchnicki (ur. 15 listopada 1893, zm. 23 sierpnia 1933 w Warszawie) – major dyplomowany kawalerii Wojska Polskiego.
- Kazimierz Byjoś – (3.03.1928-23.06.2003) – działacz społeczny, Prezes ZBOWiD, zasłużony dla miasta Dąbrowa Górnicza oraz woj.Katowickiego, odznaczony Krzyżem Kawalerskim Orderu Odrodzenia Polski.
- Tomasz Byjos (ur. 1 marca 1968) – polski sportowiec, laureat nagrody „Srebrne Strzemię” za promocję Strzemieszyc Wielkich (2003), oraz laureat tytułu „Dąbrowianin Roku” (2003)

## Ludzie związani ze Strzemieszycami Wielkimi
- Edward Babiuch, ur. 28 grudnia 1927 w Grabocinie – polityk, ekonomista, premier rządu PRL.
- Jadwiga Byjoś z domu Łuszczewska Nadzieja (ur. 1.11.1928-14.12.2017) – działaczka społeczna, Prezes PCK, zasłużona dla miasta Dąbrowa Górnicza oraz woj.Katowickiego, za zasługi dla kraju i społeczeństwa odznaczona wieloma medalami, w tym Krzyżem Kawalerskim Orderu Odrodzenia Polski
- Zbigniew Gadomski (1921-1993) – ksiądz, więzień i duszpasterz więźniów PRL.
- Krzysztof Kieślowski (1941-1996) – reżyser filmowy. Na przełomie lat 40. i 50. XX w. mieszkał w Strzemieszycach Wielkich. Chodził do szkoły powszechnej, w której języka rosyjskiego uczyła jego babka. Stryjeczny wujek Kieślowskiego był znanym w okolicy lekarzem. W wieku około 7 lub 8 lat, obejrzał swój pierwszy film w kinie PAW.
- Mariusz Trąba – rektor Wyższego Seminarium Duchownego Diecezji Sosnowieckiej w Krakowie.